# Yasuhide Miyazaki
Yasuhide Miyazaki ist ein ehemaliger japanischer Skispringer.

## Werdegang
Miyazaki gab am 30. Dezember 1985 im Rahmen der Vierschanzentournee 1985/86 sein Debüt im Skisprung-Weltcup. Beim Auftaktspringen auf der Schattenbergschanze in Oberstdorf erreichte er mit Platz 78 jedoch nur einen hinteren Platz. Auch in den weiteren Springen konnte er sich nicht durchsetzen und beendete die Tournee auf Rang 65 der Gesamtwertung.
Bei der Nordischen Skiweltmeisterschaft 1987 in Oberstdorf erreichte Miyazaki von der Normalschanze mit Sprüngen auf 76 und 80 Meter Rang 60. Von der Großschanze landete er nach Sprüngen auf 91 und 102 Meter auf den 56. Platz. Beim Teamspringen, bei dem die japanische Mannschaft Platz 16 erreichte, gehörte er nicht zum Team.
Bei seiner letzten Vierschanzentournee 1987/88 gelang Miyazaki eine leichte Verbesserung. Mit Platz 30 auf der Großen Olympiaschanze in Garmisch-Partenkirchen erreichte er sein bestes Einzelergebnis. Die Tournee beendete er auf Rang 43 der Gesamtwertung.

## Erfolge

### Vierschanzentournee-Platzierungen
| Saison  | Platz | Punkte |
| ------- | ----- | ------ |
| 1985/86 | 65.   | 359,6  |
| 1987/88 | 43.   | 536,0  |